# Шехтман, Нисон Ильич
Нисон Ихилевич (Нисан Ильич) Шехтман (псевдоним Илие Нисан — рум. Ilie Nisan; 1921, Галац, Королевство Румыния — 3 мая 2018, Беэр-Шева, Израиль) — молдавский советский и израильский музыковед, музыкальный критик, педагог.

## Биография
Родился в Галаце в еврейской семье из Кишинёва; отец (Ихил Шехтман) — владелец таможенной брокерской конторы, мать (Ривка Рабинович) — домохозяйка. Учился в еврейской гимназии в Галаце, в 1934 году семья переехала в Бухарест, где он продолжил обучение в румынской гимназии. После присоединения Бессарабии к СССР семья вернулась в Кишинёв, где он поступил на подготовительное отделение музыковедческой кафедры Кишинёвской консерватории. В военные годы — в эвакуации в Фергане. В 1944—1945 годах учился в Московском областном музыкальном техникуме.
В 1947 году вернулся в Кишинёв и восстановился на втором курсе Кишинёвской консерватории, учился в классе гобоиста Михаила Вениаминовича Фурмана (1893—1969). Окончил консерваторию по классу теории и истории музыки в 1952 году.
С 1949 года на протяжении 30 лет преподавал в Кишинёвском музыкальном училище имени Штефана Няги, вёл музыкальные передачи на Молдавском радио и телевидении на русском и молдавском языках, выступал с критическими статьями в республиканской прессе (под псевдонимом Нисан Илие) и как лектор.
Член Союза композиторов СССР, в 1966—1977 годах — член правления Союза композиторов Молдавии, председатель секции музыкальной критики. В мае 1977 года переехал в Израиль (Беэр-Шева), преподавал в музыкальной школе, учительском семинаре, Университете имени Бен-Гуриона.
Автор нескольких монографий о творчестве композитора Штефана Няги (1949, 1959, 1966), учебника «Западная музыкальная литература» (1968).

## Семья
- Жена — Белла Леонидовна Шехтман (урождённая Рудерман, род. 1931), инженер-химик.
- Сыновья:
  - Михаил (род. 1953), программист.
  - Леонид (род. 1955), инженер-механик.
  - Анатолий (род. 1959), программист.

## Книги
- Штефан Няга. Кишинёв: Молдгиз, 1949.
- Штефан Няга: молдавский композитор (1900—1951). М.: Советский композитор, 1959[7][8][9].
- Ștefan Neaga: viaţa şi opera. Кишинёв: Картя молдовеняскэ, 1966.
- Literatura muzicală occidentală. Кишинёв: Лумина, 1968. — 223 с.